# هدير ولدوم
هدير ولدوم (بالنرويجية البوكمول: Roar Woldum)‏ (2 يناير 1933 – 21 يناير 2014) هو سبّاح نرويجي راحل، مثّل بلاده في الألعاب الأولمبية الصيفية 1952.

## روابط خارجية
هدير ولدوم على موقع الاتحاد الدولي للسباحة (الإنجليزية)
- هدير ولدوم على موقع أوليمبيديا (الإنجليزية)